# Painkiller (TV-serie)
Painkiller är en amerikansk kriminal- och dramaserie från 2023, som är regisserad av Peter Berg och som hade premiär på Netflix den 10 augusti 2023. Serien baseras på Patrick Radden Keefes artikel i New Yorker med titeln The Family That Built an Empire of Pain och Barry Meiers bok Pain Killer: An Empire of Deceit and the Origin of America's Opioid Epidemic.

## Handling
Serien kretsar kring familjen Sackler med Richard Sackler i spetsen och familjeföretaget Purdue Pharma, som utvecklade opioidläkemedlet OxyContin.

## Rollista (i urval)
- Uzo Aduba – Edie
- Matthew Broderick – Richard Sackler
- Sam Anderson – Raymond Sackler
- Taylor Kitsch – Glen Kryger
- Carolina Bartczak – Lily Kryger
- Tyler Ritter – John Brownlee
- John Ales – Dr. Gregory Fitzgibbons
- Ron Lea – Bill Havens
- Ana Cruz Kayne – Brianna Ortiz
- West Duchovny – Shannon Schaeffer
- Jack Mulhern – Tyler Kryger
- Dina Shihabi – Britt
- John Rothman – Mortimer Sackler